# 上田五十騎
上田五十騎（うえだごじゅっき）は、上杉景勝の家臣団（上田衆）から親衛隊として編成された直属の部隊である。

## 概要
戦国の時代に不敗を誇る上杉軍団の最強部隊で、常に先陣を務め川中島の戦いでは戦国最強の武田軍を打ち破った。出身は坂戸城より樺野沢城の出身が多かった。御館の乱以降は信濃・会津出身者も加わり、99人で編成された。米沢藩では、五十騎組として幕末まで存続、戊辰戦争でも活躍した。陣太鼓は『御実城太鼓』である。

## 関連書籍
- 大嶋要三『魚沼第34号 長尾越前守政景公四百五十年遠忌法要・上田長尾氏史跡公園整備事業竣工記念誌「上田士魂は義と愛にて候」上田史談会　上田五十騎』上田史談会[5]